# Libellen Timors
Diese Liste führt die Libellen Timors auf, der größten der Kleinen Sundainseln in Südostasien. Die Insel teilt sich in das indonesische Westtimor und den Staat Osttimor, zu dem auch die in Westtimor liegende Exklave Oe-Cusse Ambeno gehört. Von Timor sind derzeit etwa 50 Libellenarten bekannt.

## Übersicht
Seit 2017 sind immer mehr Arten von Libellen wissenschaftlich registriert worden, darunter auch neue Arten, die wohl endemisch auf Timor und seinen vorgelagerten Inseln vorkommen. Indolestes lafaeci  fand man bisher nur im westlichen Timor. Nososticta impercepta scheint nur auf Timor und möglicherweise auf Roti vorzukommen. Davor gab es nur wenige Dokumentationen über Libellen auf Timor und hier meist nur aus dem südwestlichen Teil der Insel, der einst zu Niederländisch-Indien gehörte. Hier gibt es Berichte von Maurits Anne Lieftinck aus den Jahren 1936 und 1953. Tom Weir sammelte Libellen 1973 in Portugiesisch-Timor, dem heutigen Osttimor. Die Sammlung befindet sich heute in der Museum and Art Gallery of the Northern Territory in Darwin (Australien). Das Museum Wiesbaden beherbergt vier Libellenpräparate, die 2016 am Mutis in Westtimor gesammelt wurden.

## Liste
| Bild                    | Wissenschaftlicher Name           | Deutscher Name               | Information |
| ----------------------- | --------------------------------- | ---------------------------- | --- |
|                         | Rhinocypha pagenstecheri timorana |                              | in Ost- und Westtimor inklusive Oe-Cusse Ambeno nachgewiesen |
|                         | Indolestes lafaeci                |                              | Endemisch auf Timor, in Indonesisch-Timor, östlich von Soe und in Oe-Cusse Ambeno nachgewiesen. 2017 von Malte Seehausen wissenschaftlich beschrieben.                |
| ein männliches Exemplar | Lestes concinnus                  |                              | in Lautém nachgewiesen |
|                         | Lestes praemorsus                 |                              | Weit verbreitet zwischen China, Indien und Neuguinea. Auf Timor in Oe-Cusse Ambeno nachgewiesen.                                                                      |
|                         | Nososticta impercepta             |                              | In Ost- und Westtimor inklusive Oe-Cusse Ambeno nachgewiesen. 2017 erstmals wissenschaftlich beschrieben. Nur auf Timor und eventuell auf Roti.                       |
|                         | Agriocnemis femina                |                              | In ganz Südostasien, Südchina, Sri lanka und Japan. Auf Timor in Ost- und Westtimor inklusive Oe-Cusse Ambeno nachgewiesen.                                           |
| ein männliches Exemplar | Agriocnemis pygmaea               |                              | in Lautém, Baucau und Oe-Cusse Ambeno nachgewiesen |
|                         | Austroallagma sagittiferum        |                              | Von Iran bis nach Nord- und Ostaustralien. Auf Timor in Indonesisch-Timor nachgewiesen.                                                                               |
|                         | Ischnura aurora                   |                              | Von Südchina bis Nordneuseeland heimisch. Auf Timor in Aileu und Lautém nachgewiesen                                                                                  |
|                         | Ischnura heterosticta             |                              | in Lautém nachgewiesen |
|                         | Ischnura senegalensis             | Senegal-Pechlibelle          | in Ost- und Westtimor inklusive Oe-Cusse Ambeno nachgewiesen |
|                         | Pseudagrion microcephalum         |                              | in Ost- und Westtimor inklusive Oe-Cusse Ambeno nachgewiesen |
|                         | Pseudagrion pillidorsum deflexum  |                              | in Ost- und Westtimor inklusive Oe-Cusse Ambeno nachgewiesen |
|                         | Pseudagrion schmidtianum          |                              | nur in Indonesisch-Timor nachgewiesen, südlich von Kupang |
|                         | Xiphiagrion cyanomelas            |                              | in Manatuto, Lautém und Oe-Cusse Ambeno nachgewiesen |
|                         | Anax georgius                     |                              | Vorkommen in Nordaustralien und auf Timor. Auf Timor im östlichen Osttimor und südlichen Westtimor nachgewiesen                                                       |
| Ein weibliches Exemplar | Anax guttatus                     | Blassgefleckte Königslibelle | in Osttimor inklusive Oe-Cusse Ambeno nachgewiesen |
|                         | Gynacantha bayadera               |                              | in Oe-Cusse Ambeno nachgewiesen |
| Ein weibliches Exemplar | Gynacantha sp. cf. dobsoni        |                              | im südlichen Lautém und in Oe-Cusse Ambeno nachgewiesen |
|                         | Hemicordulia eduardi              |                              | südlich von Dili und in Oe-Cusse Ambeno nachgewiesen |
|                         | Acisoma panorpoides               |                              | in Lautém und Oe-Cusse Ambeno nachgewiesen |
|                         | Agrionoptera insignis             |                              | an der Ostspitze Timors nachgewiesen |
|                         | Brachydiplax duivenbodei          |                              | in Lautém nachgewiesen |
|                         | Brachythemis contaminata          |                              | in Ost- und Westtimor inklusive Oe-Cusse Ambeno nachgewiesen |
|                         | Camacinia gigantea                |                              | in Lautém, Manatuto und Oe-Cusse Ambeno nachgewiesen |
|                         | Crocothemis servilia              | Orient-Feuerlibelle          | in Ost- und Westtimor inklusive Oe-Cusse Ambeno nachgewiesen |
|                         | Diplacodes bipunctata             |                              | in Lautém nachgewiesen |
|                         | Diplacodes haematodes             |                              | südlich von Dili und in Oe-Cusse Ambeno nachgewiesen |
|                         | Diplacodes trivialis              |                              | in Ost- und Westtimor inklusive Oe-Cusse Ambeno nachgewiesen |
|                         | Macrodiplax cora                  |                              | nur in Kupang nachgewiesen |
| Ein weibliches Exemplar | Neurothemis ramburii              |                              | in Ost- und Westtimor inklusive Oe-Cusse Ambeno nachgewiesen |
| Ein männliches Exemplar | Orthetrum caledonicum             |                              | in Ost- und Westtimor inklusive Oe-Cusse Ambeno nachgewiesen |
|                         | Orthetrum glaucum                 |                              | in Ost- und Westtimor inklusive Oe-Cusse Ambeno nachgewiesen |
|                         | Orthetrum pruinosum schneideri    |                              | in Ost- und Westtimor inklusive Oe-Cusse Ambeno nachgewiesen |
|                         | Orthetrum sabina                  | Schlanker Blaupfeil          | Von Griechenland bis Australien und Mikronesien und von Nordafrika bis nach Japan verbreitet. Auf Timor in Ost- und Westtimor inklusive Oe-Cusse Ambeno nachgewiesen. |
|                         | Orthetrum testaceum testaceum     |                              | in Ost- und Westtimor inklusive Oe-Cusse Ambeno nachgewiesen |
|                         | Pantala flavescens                | Wanderlibelle                | in Ost- und Westtimor inklusive Oe-Cusse Ambeno nachgewiesen |
| Ein männliches Exemplar | Potamarcha congener               |                              | in Osttimor inklusive Oe-Cusse Ambeno nachgewiesen |
|                         | Rhodothemis nigripes              |                              | in Lautém nachgewiesen. Artzuordnung ungesichert. |
|                         | Rhyothemis graphiptera            |                              | nur bei Kupang nachgewiesen |
|                         | Rhyothemis phyllis ixias          |                              | in Osttimor inklusive Oe-Cusse Ambeno nachgewiesen |
|                         | Tetrathemis irregularis hyalina   |                              | nur ungenaue historische Berichte über diese Art auf Timor |
|                         | Tholymis tillarga                 |                              | in Osttimor inklusive Oe-Cusse Ambeno nachgewiesen |
|                         | Tramea loewii                     |                              | in Lautém nachgewiesen |
|                         | Tramea stenoloba                  |                              | in Ost- und Westtimor inklusive Oe-Cusse Ambeno nachgewiesen |
|                         | Trithemis aurora                  |                              | in Ost- und Westtimor inklusive Oe-Cusse Ambeno nachgewiesen |
|                         | Trithemis festiva                 | Schwarzer Sonnenzeiger       | in Ost- und Westtimor inklusive Oe-Cusse Ambeno nachgewiesen |
|                         | Trithemis lilacina                |                              | in Ost- und Westtimor inklusive Oe-Cusse Ambeno nachgewiesen |
|                         | Zygonyx ida                       |                              | nur ungenaue historische Berichte über diese Art auf Timor |
|                         | Zyxomma obtusum                   |                              | in Osttimor inklusive Oe-Cusse Ambeno nachgewiesen |
|                         | Zyxomma petiolatum                |                              | an der Südküste von Lautém nachgewiesen |